# A Prisão
Pour plus de détails, voir Fiche technique et Distribution.
A Prisão, parfois commercialisé sous son titre anglais Bare Behind Bars, est un film d'exploitation brésilien d'Osvaldo de Oliveira sorti en 1981. Alliant sadisme et érotisme, le film s'inscrit dans le genre women in prison (WIP).

## Synopsis
Dans un centre pénitentiaire de femmes au Brésil, de jeunes et jolies détenues sont sous la garde rapproché de cruelles gardiennes et d'une directrice sadique. Seul une gardienne montre quelques signes d'empathie et l'infirmière de la prison est plus folle qu'autre chose. Les détenues sont astreintes à ne pas porter de sous-vêtements, ce qui rend encore plus difficile le fait de cacher des objets sur soi. Un jour, plusieurs détenues profitent des fêtes du carnaval pour tenter une évasion...

## Fiche technique
Sauf indication contraire, les informations mentionnées dans cette section peuvent être confirmées par la base de données cinématographiques IMDb,  présente dans la section « Liens externes ».
- Titre original : A Prisão[1],[2] (litt. « La Prison »)
- Réalisation : Osvaldo de Oliveira
- Scenario :	Osvaldo de Oliveira
- Photographie :	Osvaldo de Oliveira
- Montage : Gilberto Wagner
- Musique : Souza Domingos[1]
- Décors : Conrado Sanchez[1]
- Sociétés de production : Produções Cinematográficas Galante[1]
- Pays de production :  Brésil
- Langue originale : portugais
- Format : Couleur - 1,66:1
- Durée : 88 min (1 h 28[1])
- Genre : Drame érotique[1], women in prison
- Date de sortie :
  - Brésil : 1981

## Distribution
- Maria Stella Splendore : Sylvia, la gardienne
- Marta Anderson : Barbara, l'infirmière
- Danielle Ferrite : Cynthia, la prisonnière no 341
- Neide Ribeiro : Sandra, la stagiaire
- Meiry Vieira : Le client
- Márcia Fraga
- Serafim Gonzalez
- Sonia Regina
- Marliane Gomes
- Nadia Destro

## Accueil
Le film a été interdit au Royaume-Uni par la British Board of Film Classification alors que le distributeur Redemption Films a tenté une mise sur le marché en 1994. Le film a finalement été autorisé, après que l'avocat du distributeur a fait appel, arguant que le film était dans sa forme parodique et humoristique.
D'après Philippe Chouvel du magazine Sueurs froides, « Au second degré, ses défauts deviennent des qualités. Il est un peu mal structuré, une heure quinze de métrage se déroulant dans la prison pour quinze petites minutes concentrées sur le périple des trois évadées. Mais un quart d'heure de folie totale, d'une rare sauvagerie par rapport au reste du film, où deux des actrices nous gratifient de scènes hardcore suffisamment longues et surprenantes, vraiment inattendues. ».